# Heliotropium azzanum
Heliotropium azzanum är en strävbladig växtart som beskrevs av Oskar Schwartz. Heliotropium azzanum ingår i Heliotropsläktet som ingår i familjen strävbladiga växter. Inga underarter finns listade i Catalogue of Life.